# Jixian (socken i Kina)
Jixian (kinesiska: 集贤乡, 集贤) är en socken i Kina. Den ligger i provinsen Sichuan, i den sydvästra delen av landet, omkring 37 kilometer väster om provinshuvudstaden Chengdu. Antalet invånare är 12 178. Befolkningen består av 6 158 kvinnor och 6 020 män. Barn under 15 år utgör 10,0 %, vuxna 15-64 år 76 %, och äldre över 65 år 13,0 %.
Genomsnittlig årsnederbörd är 1 318 millimeter. Den regnigaste månaden är juli, med i genomsnitt 377 mm nederbörd, och den torraste är december, med 11 mm nederbörd.